# Liam Highfield
Liam Highfield (Swindon, 1 de diciembre de 1990) es un jugador de snooker inglés.

## Biografía
Nació en la ciudad inglesa de Swindon en 1990. Es jugador profesional de snooker desde 2010. No se ha proclamado campeón de ningún torneo de ranking, y sus mejores resultados hasta la fecha han llegado en el Abierto de la India de 2017 y el Snooker Shoot Out de 2023, en los que alcanzó los cuartos de final. Tampoco ha logrado hilar ninguna tacada máxima, y la más alta de su carrera está en 140.